# Syritta fasciata
Syritta fasciata är en tvåvingeart som först beskrevs av Christian Rudolph Wilhelm Wiedemann 1830.  Syritta fasciata ingår i släktet kompostblomflugor, och familjen blomflugor. Inga underarter finns listade i Catalogue of Life.